# 新興郡
新興郡（シヌンぐん）は、朝鮮民主主義人民共和国咸鏡南道中部、内陸の山岳地帯に位置する郡。

## 地理
北に咸鏡山脈（赴戦嶺山脈）が走り、明堂峰（1800m）などの山々が聳える。また、郡の東南部には咸鏡山脈の支脈・八峰山脈が横たわる。咸鏡山脈南麓に発する河川は城川江（ソンチョンガン/성천강）となり、郡内を南西（栄光郡方面）へと流れて咸興平野に流下する。

### 隣接行政区
- 北 － 赴戦郡、両江道金亨権郡
- 東 － 徳城郡
- 南 － 洪原郡・咸興市
- 西 － 栄光郡・長津郡

## 行政区画
1邑・3労働者区・21里を管轄する。
| - 新興邑（シヌンウプ） - 発電労働者区（パルチョンノドンジャグ） - 富興労働者区（プフンノドンジャグ） - 新興労働者区（シヌンノドンジャグ） - 慶興里（キョンフンニ） - 麒麟里（キリンニ） - 吉峯里（キルポンニ） - 大洞里（テドンニ） - 東谷里（トンゴンニ） - 東興里（トンフンニ） - 盤石里（パンソンニ） - 釜淵里（プヨンニ） - 上元川里（サンウォンチョンニ） | - 西谷里（ソゴンニ） - 西南里（ソナムニ） - 永高里（ヨンゴリ） - 英雄里（ヨンウンニ） - 右上里（ウサンニ） - 元東里（ウォンドンニ） - 中坪里（チュンピョンニ） - 倉西里（チャンソリ） - 杻上里（チュクサンニ） - 下元川里（ハウォンチョンニ） - 興慶里（フンギョンニ） - 興福里（フンボンニ） |

## 歴史
日本統治時代の1914年に新設された郡で、咸鏡南道に属した。1945年8月15日時点の新興郡は、8面132里から構成されていた。
1952年12月の行政区画改編により、南西部が栄光郡、北部が赴戦郡に組み込まれ、新興郡（1邑23里）が再編成された。1954年には赴戦郡の一部を新興郡の管轄に戻している。2006年末現在、1邑22里3労働者区からなる。

### 年表
この節の出典
- 1914年4月1日 - 郡面併合により、咸興郡東元平面・西元平面・上東古川面・下東古川面・永川面・高山面・西古川面・加平面、洪原郡上元川面・下元川面、長津郡東上面の一部が合併し、新興郡が発足。新興郡に以下の面が成立。(8面)
  - 元平面・東古川面・永高面・西古川面・加平面・上元川面・下元川面・東上面
- 1915年 (8面)
  - 咸興郡岐谷面の一部が加平面に編入。
  - 洪原郡鶴泉面の一部が東古川面に編入。
  - 洪原郡希賢面の一部が下元川面に編入。
- 1930年 - 東古川面が新興邑に昇格。(1邑7面)
- 1945年 - 新興邑が新興面に降格。(8面)
- 1952年12月 - 郡面里統廃合により、咸鏡南道新興郡新興面・加平面・元平面・西古川面をもって、新興郡を設置。新興郡に以下の邑・里が成立。(1邑23里)
  - 新興邑・花蔵里・中里・陵里・観水里・豊上里・柘洞里・中坪里・元東里・元平里・典洞里・千仏山里・道洞里・大洞里・興福里・豊興里・中上里・西南里・右上里・倉西里・吉峯里・梨田里・富興里・新豊里
- 1953年 - 吉峯里の一部が倉西里に編入。(1邑23里)
- 1954年10月 - 花蔵里・中里・陵里・観水里・豊上里・柘洞里・中上里・元平里・千仏山里・典洞里が五老郡に編入。(1邑13里)
- 1954年11月 - 両江道赴戦郡発電里・永高里・慶興里・西谷里・東谷里・上元川里・解放里・盤石里・杻上里・新豊里・英雄里・興慶里・福巨里・東興里・釜淵里・麒麟里を編入。(1邑1労働者区28里)
  - 発電里が発電労働者区に昇格。
  - 西谷里の一部が上元川里に編入。
  - 新豊里（旧）が新井里に改称。
- 1956年9月 - 新豊里が下元川里に改称。(1邑1労働者区28里)
- 1958年6月 (1邑1労働者区25里)
  - 道洞里が倉西里に編入。
  - 新井里が富興里に編入。
  - 東谷里の一部が上元川里に編入。
  - 富興里の一部が梨田里に編入。
  - 倉西里の一部が大洞里に編入。
  - 解放里が東谷里・盤石里に分割編入。
- 1961年 - 倉西里の一部が新興邑に編入。(1邑1労働者区25里)
- 1967年10月 - 福巨里が英雄里・興慶里に分割編入。(1邑1労働者区24里)
- 1971年5月 - 豊興里が新興労働者区に昇格。(1邑2労働者区23里)
- 1972年11月 - 富興里が富興労働者区に昇格。(1邑3労働者区22里)
- 2001年8月 - 梨田里が咸興市に編入。(1邑3労働者区21里)

## 交通

### 鉄道
- 新興線
  - 新興駅 - 東興駅 - 慶興駅 - 松下駅 - 松興駅